# Puebla real
Una puebla real, en la Edad Media hispana, es una villa o ciudad medieval fundada por un monarca como parte de una política de repoblación oficial.
Estas nuevas poblaciones no solían edificarse en territorios fronterizos del Sur de la península ibérica sino en tierras del interior. Esta política se llevó a cabo por diferentes razones como el asegurar las vías de comunicaciones o para tratar de estructurar la población de otra manera frente a los señoríos laicos y eclesiásticos o a las Órdenes Militares, lo que generaría problemas.
El rey Alfonso VI de León, para consolidar el Camino de Santiago reconstruyó puentes como en el caso del río Oja lo que hizo que se creara la nueva puebla de Santo Domingo de la Calzada. El rey castellano Alfonso VIII llegó a fundar Ciudad Real en medio del inmenso territorio de La Mancha, feudo de la Orden de Calatrava. También el rey Jaime I de Aragón se implicó con la villa nueva de Figueras en 1267 y Pedro III de Aragón con la villa de Palamós.
Estas pueblas o poblas se consolidaban con la concesión de un fuero y se organizaban con concejos, empezando a cobrar derechos sobre su alfoz y generalmente se amurallaban o aumentaban su fortificación en el caso de castros previos existentes.